# معاهده تشکیل اتحاد جماهیر شوروی سوسیالیستی
اعلامیه و معاهده تشکیل اتحاد جماهیر شوروی سوسیالیستی (به روسی: Декларация и договор об образовании Союза Советских Социалистических Республик) اعلامیه و معاهده‌ای بود که بر پایه آن اتحاد جماهیر شوروی سوسیالیستی تشکیل شد. این پیمان‌نامه به‌صورت دوژور باعث قانونی‌شدن یک اتحاد سیاسی بین چندین جمهوری شورایی شد که از سال ۱۹۱۹ وجود داشتند و یک حکومت فدرال را بر پایه متمرکز سازی قدرت در مسکو بنیان‌گذاری کردند. قوه مقننه این اتحادیه شامل کنگره شوراهای اتحاد جماهیر شوروی و کمیته اجرایی مرکزی اتحاد جماهیر شوروی (TsIK) بود و قوه مجریه اتحادیه نیز از شورای کمیسرهای خلق تشکیل شده بود.
این معاهده به‌همراه اعلامیه تشکیل اتحاد جماهیر شوروی در ۳۰ دسامبر ۱۹۲۲طی کنفرانسی توسط هیئت‌های نمایندگی جمهوری فدراتیو سوسیالیستی روسیه شوروی، جمهوری فدراتیو سوسیالیستی قفقاز جنوبی شوروی، جمهوری شوروی سوسیالیستی اوکراین و جمهوری شوروی سوسیالیستی بلاروس تصویب شد.
این معاهده و بیانیه توسط نخستین کنگره اتحادیه‌های شوروی تأیید و توسط سران هیئت‌ها در ۳۰ دسامبر ۱۹۲۲ امضا شد. این معاهده انعطاف‌پذیری برای پذیرش اعضای جدید فراهم می‌کرد؛ بنابراین، تا سال ۱۹۴۰ تعداد جمهوری‌های اتحاد جماهیر شوروی از چهار جمهوری (یا شش جمهوری، بسته به اینکه تعاریف ۱۹۲۲ یا ۱۹۴۰ اعمال شود) به ۱۵ جمهوری رسید.
در ۸ دسامبر ۱۹۹۱، روسای جمهور روسیه، اوکراین و بلاروس توافقنامه بلوژا را امضا کردند. این توافقنامه انحلال اتحاد جماهیر شوروی (خروج از معاهده ایجاد اتحاد جماهیر شوروی) توسط کشورهای بنیان‌گذار باقیمانده آن و تشکیل کشورهای مستقل مشترک‌المنافع (CIS) را اعلام کرد. در ۱۰ دسامبر، این توافق توسط پارلمان‌های اوکراین و بلاروس تصویب شد. در ۱۲ دسامبر، این موافقتنامه توسط پارلمان روسیه نیز تصویب شد؛ بنابراین روسیه شوروی از معاهده ایجاد اتحاد جماهیر شوروی صرف‌نظر کرد و عملاً و به‌صورت دفاکتو استقلال روسیه از اتحاد جماهیر شوروی را اعلام کرد.
در ۲۶ دسامبر ۱۹۹۱ فروپاشی اتحاد جماهیر شوروی توسط شورای جمهوری‌های شورای عالی اتحاد جماهیر شوروی، مجلس اعلای شورای عالی اتحاد شوروی اعلام شد (مجلس سفلای شورای اتحادیه فاقد حد نصاب لازم بود).